# Frank-Richard Hamm
Frank-Richard Hamm (Koningsbergen, 8 oktober 1920 - 11 november 1973) was een Duits Indiakundige en tibetoloog.
Hamm werd geboren in Koningsbergen en het gezin vertrok op zijn tweede naar Hamburg. Daar slaagde hij in 1939 aan het Kirchenpauer Gymnasium. Kort na het begin aan de universiteit diende hij in het leger van 1940 tot 1945. In 1948 voltooide hij undergraduate studie (voorfase van de bachelor).
Tussen 1948 en 1952 was hij leraar Indiakunde in Hamburg en daarna tot 1954 lid van de International Acamedy of Indian Culture in Nagpur, India. Hij werkte als academicus in Hamburg, Berlijn en in Bonn waar hij tot 1965 tot aan zijn dood professor was.
Het belangrijkste werk van Hamm betond uit het onderzoek van het Jaïnisme, de transcriptie van boeddhistische geschriften in het Tibetaans en de biografie en poëzie van de Tibetaanse heilige Milarepa.